# 津なぎさまち

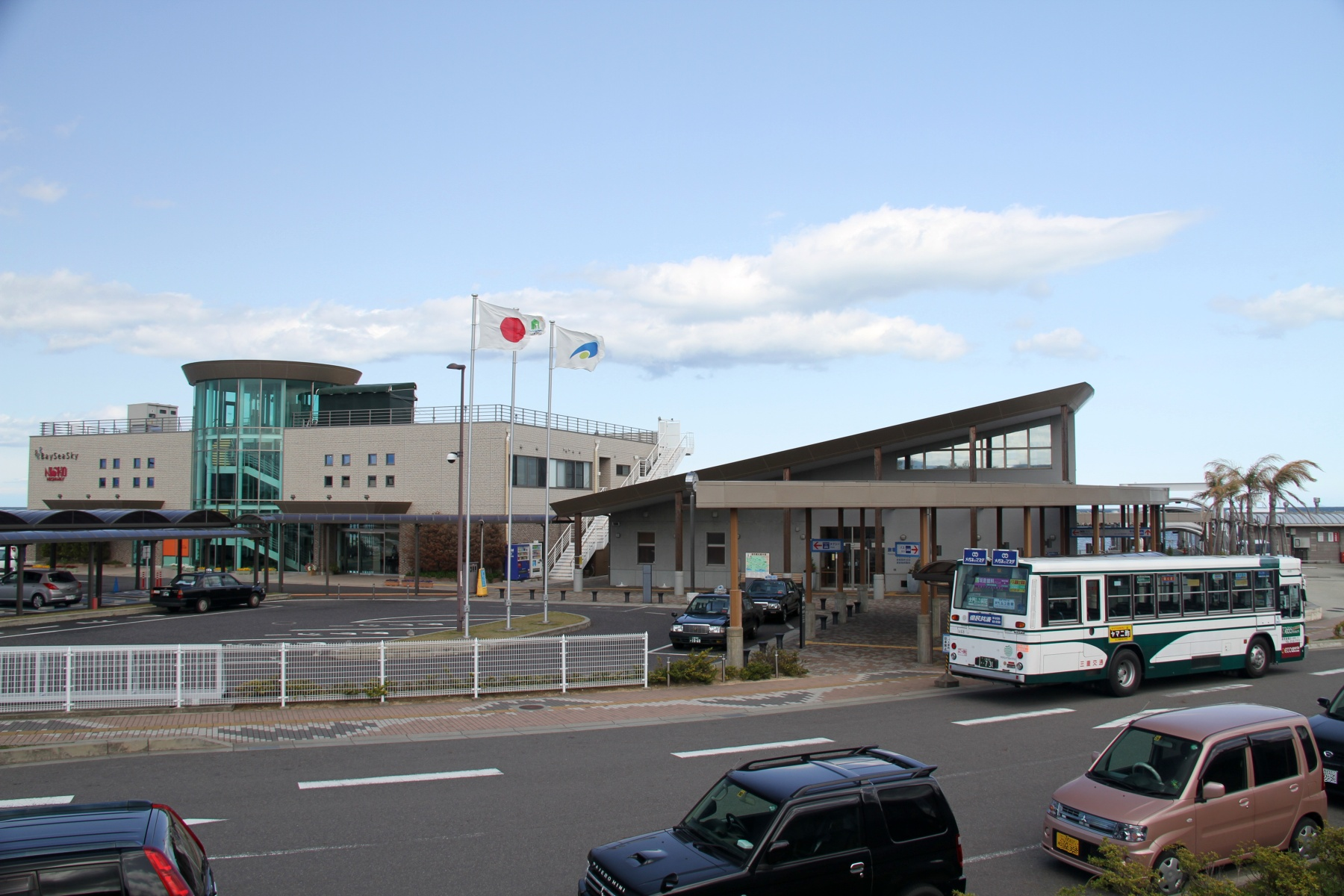
津なぎさまち

津なぎさまち（つなぎさまち）は、三重県津市の津松阪港にある港湾および商業施設である。所在地は、三重県津市なぎさまち1番1号。
津港区に所在し、みなとオアシス津なぎさまちの中核施設としてみなとオアシスに登録されている。

## 概要
中部国際空港（セントレア）への海上アクセスの拠点として2005年（平成17年）2月に開港した。中部国際空港までは、津エアポートラインが高速船を使用して約45分で結んでいる。
敷地内には、旅客ターミナルのほか、各種パーティー・結婚式や催し物に利用可能な賃貸ルームおよび飲食店などが入居する商業施設「ベイシスカ」がある。

## 施設

### 賑わい施設「ベイシスカ」
地上2階建てであるほか、屋上も利用されている。
1階には飲食店（レストラン・軽食）、雑貨店、カルチャー教室およびレンタカー店などが入居している。2階には、飲食店（カフェ）が入居するほか、パーティーに使用できるレンタルスペース（ラウンジ等）および貸室（普通室4室、特別室2室）がある。屋上は「スカイフルガーデン」と称する展望所となっており、夏季にはビアガーデンの営業も行われる。
館内の各施設を利用した、結婚式を含めたパーティーの開催が可能である。

### 駐車場
利用はどの駐車場とも無料。営業時間は、5時30分から24時までである。
津なぎさまち内駐車場
2泊までの利用が可能である。収容台数は370台。
第2・3・4・5駐車場
3泊以上の利用が可能である。収容台数は約300台。津なぎさまちとの間には、定期的に無料送迎車が運行されている。

## 交通
自動車
伊勢自動車道 津インターチェンジより約10分。
公共交通
JR紀勢本線・近鉄名古屋線・伊勢鉄道伊勢線 津駅より三重交通バス「津なぎさまち線」にて約10分。

## なぎさまちをテーマとした作品
- 『なぎさ港』
  - 作詞：森本アキラ
  - 作曲：くにひろし
  - 歌：藤原和歌子[4]